# Biological and Pharmaceutical Bulletin
Das Biological and Pharmaceutical Bulletin, abgekürzt Biol. Pharm. Bull., ist eine wissenschaftliche Fachzeitschrift, die von der Japanischen Pharmazeutischen Gesellschaft (社団法人日本薬学会, Shadan Hōjin Nihon Yakugakkai) veröffentlicht wird. Die Zeitschrift wurde 1978 unter dem Namen Journal of Pharmacobio-Dynamics gegründet und änderte ihn 1993 in Biological and Pharmaceutical Bulletin. Sie erscheint mit zwölf Ausgaben im Jahr. Es werden Arbeiten veröffentlicht, die sich mit allen Aspekten der Pharmazie bzw. der pharmazeutischen Biologie beschäftigen.
Der Impact Factor lag im Jahr 2014 bei 1,828. Nach der Statistik des ISI Web of Knowledge wird das Journal mit diesem Impact Factor in der Kategorie Pharmakologie und Pharmazie an 160. Stelle von 254 Zeitschriften geführt.